# Retvinklet trekant
En retvinklet trekant er en trekant hvori ét af de tre hjørner danner en ret vinkel, dvs. en vinkel på 90 grader, π/2 radianer eller 100 nygrader. Den pågældende vinkel markeres gerne med et lille kvadrat inde i vinklen, sådan som det ses i vinkel C på illustrationen til højre.
Den retvinklede trekant danner grundlag for bl.a. definitionerne på sinus og cosinus, ligesom der gælder specielle matematiske formler for denne type trekant, f.eks. Pythagoras' læresætning.
De to sider (a og b), der mødes i den rette vinkel, kaldes for kateter (katete i ental), mens den sidste (og længste) side (c) omtales som hypotenusen.

## Trigonometriske læresætninger
De følgende 3 læresætninger er særligt vigtige. Med dem in mente kan næsten enhver trigonometrisk opgave løses.
1). Sinus (sin) til en spids vinkel i en retvinklet trekant er lig med den modstående katete, divideret med hypotenusen. 
2). Cosinus (cos) til en spids vinkel i en retvinklet trekant er lig med den hosliggende katete, divideret med hypotenusen. 
3). Tangens (tan) til en spids vinkel i en retvinklet trekant er lig med den modstående katete, divideret med den hosliggende.   
1). {\displaystyle \sin \left(\theta \right)\ ={\frac {a}{c}}\Longleftrightarrow } {\displaystyle c\sin \left(\theta \right)=a}
2). {\displaystyle \cos \left(\theta \right)\ ={\frac {b}{c}}\Longleftrightarrow } {\displaystyle c\cos \left(\theta \right)=b}
3). {\displaystyle \tan \left(\theta \right)\ ={\frac {a}{b}}\Longleftrightarrow } {\displaystyle b\tan \left(\theta \right)=a}